# Arancione fiamma

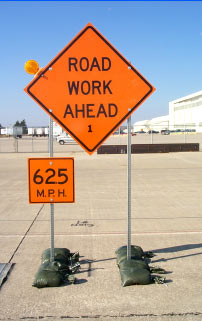
Cartelli arancione di sicurezza

L'arancione fiamma, anche conosciuto come arancione di sicurezza, arancione chiaro, arancione di Caltrans, è un colore usato per far risaltare degli oggetti rispetto a ciò che li circonda, specialmente nel contrasto complementare al colore blu del cielo. Questo colore viene spesso usato per oggetti utilizzati per segnalazioni, come ad esempio i coni utilizzati nelle deviazioni stradali. La gradazione più satura dell'arancione fiamma è conosciuta col nome di arancione internazionale.
Lo standard ANSI Z535.1-1998 stabilisce come è definito l'arancione di sicurezza nei seguenti sistemi di notazione:
- Notazione Munsell:

5.0YR (Hue) 6.0 / 15 (Value / Chroma)
- CIE:

x = 0.5510, y = 0.4214, Y% = 30.05
- Colore PMS (Pantone) approssimato:

13 parti giallo, 3 parti rosso caldo, 1/4 parte nero
Se unito a pigmenti fosforescenti, questo colore viene utilizzato per tingere abiti da utilizzare per segnalare la propria presenza.